# Air-augmented rocket

Schema di un razzo potenziato ad aria

Un Air-augmented rocket, in italiano razzo potenziato ad aria (anche noto come autoreattore a razzo, ramrocket, rocket-ejector, ducted rocket, integral rocket/ramjets o ejector ramjet) usa lo scarico di un endoreattore per muovere una massa addizionale di aria convogliata da una presa dinamica.
Rappresenta una classe di motori ibridi, in cui un endoreattore è generalmente installato all'interno di uno statoreattore. Sono in grado di fornire spinta a punto fisso o fuori dall'atmosfera così come a velocità supersonica con un'efficienza superiore ad un endoreattore puro.

## Funzionamento
In un razzo potenziato ad aria, il motore è progettato in modo tale da unire l'alto rapporto spinta-peso di un razzo con l'elevato impulso specifico di un ramjet. Un prototipo sviluppato dalla NASA per studiare questo tipo di ciclo combinato prevede il funzionamento fino a Mach 3 come razzo potenziato ad aria, un funzionamento come ramjet puro per Mach superiori e una transizione a scramjet per Mach superiori a 6.
In un endoreattore chimico convenzionale, il razzo trasporta in volo sia il combustibile che l'ossidante. La reazione chimica di combustione libera in camera di combustione gas ad alta temperatura e pressione. Durante l'espansione dei gas nell'ugello, l'energia termica viene trasformata in energia cinetica permettendo così di generare una spinta che (per un ugello adattato) assume la forma
{\displaystyle T={\dot {m}}V_{e}}
dove
- {\displaystyle T} è la spinta
- {\displaystyle {\dot {m}}} è la portata in massa dei gas
- {\displaystyle V_{e}} la velocità di efflusso.

Nell'endoreattore convenzionale, la massa considerata è frutto della combustione del combustibile e dell'ossidante trasportati.
Un metodo per aumentare le prestazioni del sistema è quello di accumulare durante il volo nell'atmosfera terrestre l'ossidante necessario alla combustione come i motori con ciclo ad aria liquefatta (LACE).
Un altro metodo, invece, è quello di aumentare la massa di fluido interessata dall'espansione aggiungendo ai prodotti della combustione altra aria proveniente dall'esterno del velivolo. In un motore a razzo potenziato ad aria, un razzo convenzionale è montato all'interno di un condotto. Quando il razzo si muove nell'atmosfera, l'aria viene convogliata da una presa dinamica che la comprime. Proseguendo lungo il condotto l'aria viene ulteriormente compressa e riscaldata dai gas di scarico come in una camera di combustione di un ramjet. In questo modo un endoreattore relativamente piccolo può accelerare una massa di aria maggiore, con significativi incrementi di spinta durante il volo ad alte velocità in atmosfera.

### Vantaggi
I vantaggi di questo semplice accorgimento sono notevoli. Un tipico razzo a combustibile solido ha un impulso specifico di circa 260 secondi (2,5 kN·s/kg), ma utilizzando lo stesso combustibile in un razzo potenziato ad aria si raggiungono agevolmente i 500 secondi (4,9 kN·s/kg), prestazioni migliori anche del più avanzato endoreattore ad idrogeno/ossigeno.
Questo schema migliora anche l'efficienza del ramjet nella parte bassa del suo range di funzionamento, oltre a fornire una spinta a punto fisso e a basse velocità di volo dove la spinta del ramjet da solo sarebbe nulla.

### Svantaggi

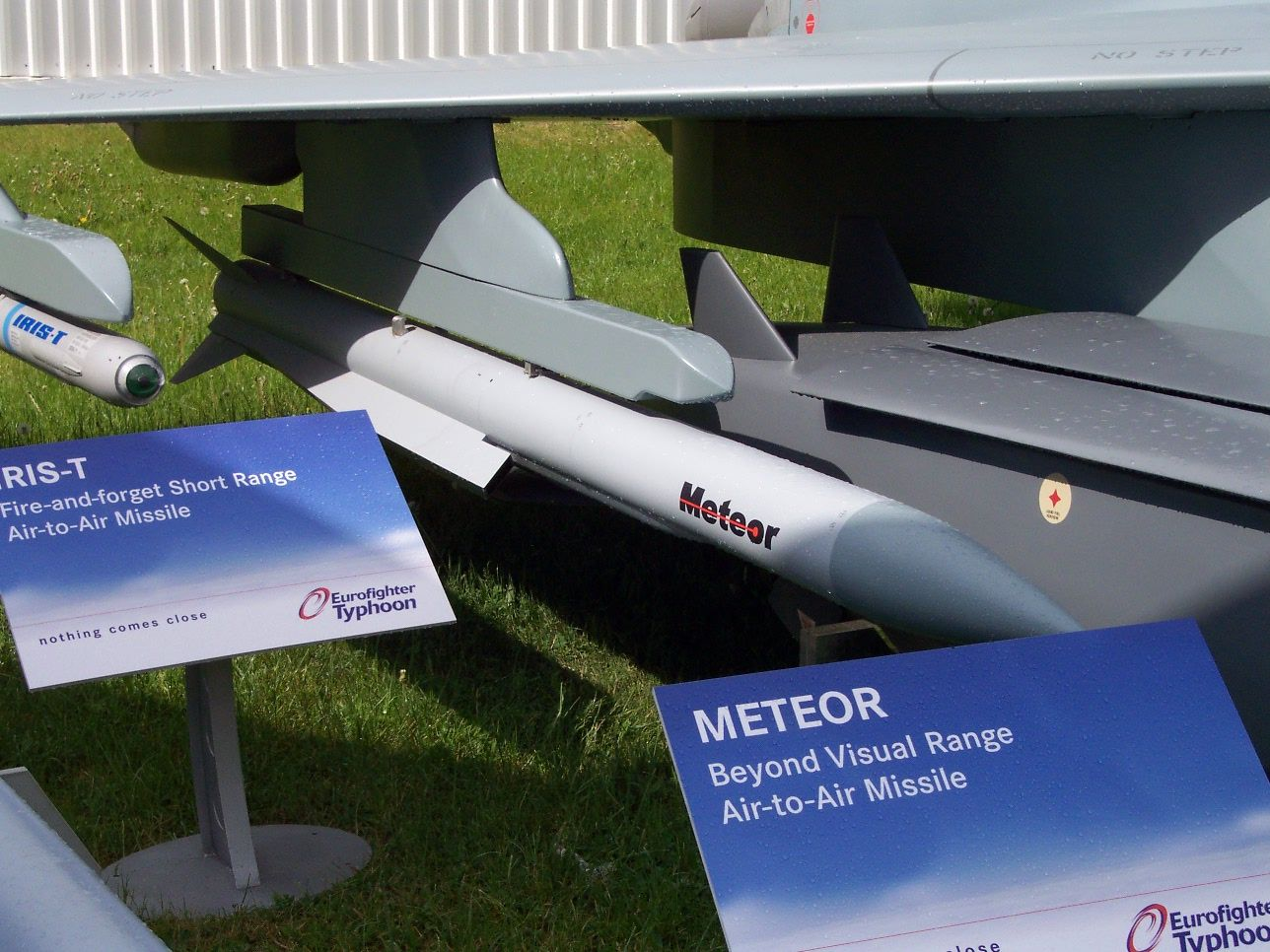
Meteor

La presa d'aria ed il condotto del ramjet costituiscono un aggravio dei pesi e della complessità costruttiva del motore. A parità di spinta i pesi nella configurazione potenziata ad aria aumentano anche di 5-10 volte, così come aumenta la resistenza aerodinamica dovuta alla maggior sezione frontale.

## Storia
Il primo progetto di un razzo potenziato ad aria fu il russo Gnom, deliberato dal Decreto 708-336 del 2 luglio 1958. Era un ICBM che a parità di prestazioni pesava la metà di un missile convenzionale. Il programma continuò fino al 1965, anno in cui morì il capo progettista Shavyrin, ma nessun prototipo venne mai provato in volo.
Più recentemente la NASA ha rilanciato lo studio sui motori a razzo a ciclo combinato (Rocket Based Combined Cycle) nel Lewis Research Center di Cleveland, Ohio.
Oggi molti ibridi ramjet/razzi (ramrocket) sono in pratica razzi potenziati ad aria ed il confine tra le due tipologie è alquanto sfumato. Un esempio è il missile aria-aria a lungo raggio MBDA Meteor il cui ramjet lavora sinergicamente con il motore a razzo.